# Metopius pollinctorius
Metopius pollinctorius är en stekelart som först beskrevs av Thomas Say 1835.  Metopius pollinctorius ingår i släktet Metopius och familjen brokparasitsteklar. Utöver nominatformen finns också underarten M. p. nevadensis.